# Camponotus hospes
Camponotus hospes är en myrart som först beskrevs av Carlo Emery 1884.  Camponotus hospes ingår i släktet hästmyror, och familjen myror.

## Underarter
Arten delas in i följande underarter:
- C. h. adultus
- C. h. hospes